# Nancagua
Nancagua est une ville et une commune du Chili faisant partie de la province de Colchagua, elle-même rattachée à la région O'Higgins. En 2012, sa population s'élevait à 18 921 habitants. La superficie de la commune est de 111 km2 (densité de 170 hab./km2). La commune est créée en 1891. La ville est arrosée sans sa partie nord par le río Tinguiririca qui se jette dans le lac Rapel. Santa Cruz est un gros centre agricole producteur de vins et de fruits,. Nancagua bénéficie d'un climat méditerranéen, chaud en été et froid en hiver avec des précipitations abondantes. La commune se trouve à environ 143 kilomètres au sud-sud-ouest de la capitale Santiago et 20 kilomètres à l'ouest de San Fernando capitale de la Province de Colchagua.

Position de Nancagua (en rouge) au sein de la Province de Colchagua.